# 20335 Charmartell
20335 Charmartell este un asteroid din centura principală de asteroizi.

## Descriere
20335 Charmartell este un asteroid din centura principală de asteroizi. A fost descoperit pe 21 aprilie 1998 la Socorro, New Mexico, în cadrul proiectului LINEAR. Asteroidul prezintă o orbită caracterizată de o semiaxă mare de 2,51 ua, o excentricitate de 0,02 și o înclinație de 2,8° în raport cu ecliptica.